# Cannibal Nation
Cannibal Nation è il settimo album in studio del gruppo musicale power metal tedesco Mob Rules, pubblicato nel 2012.

## Il disco
Il disco è stato registrato tra i Dwelling Mound Studio (Nordenham) e i Bazement Studio (Hunstetten) e ancora una volta mix e mastering sono stati curati da Markus Teske.
Va segnalato inoltre l'ingresso nella formazione del tastierista Jan Christian Halfbrodt al posto di Sascha Onnen.

## Tracce
1. Close My Eyes – 6:19
2. Lost – 6:28
3. Tele Box Fool – 4:16
4. Ice & Fire – 7:01
5. Soldiers of Fortune – 4:50
6. The Sirens – 4:26
7. Scream for the Sun (May 29th, 1953) – 5:39
8. Cannibal Nation – 4:17
9. Sunrise – 5:30

## Formazione
Membri del gruppo
- Klaus Dirks - voce
- Matthias Mineur - chitarra
- Sven Lüdke - chitarra
- Markus Brinkmann - basso
- Jan Christian Halfbrodt - tastiera
- Nikolas Fritz - batteria

Special Guest
- Astrid Vosberg, Chity Somapala, Christine Wolff, Herbie Langhans (Avantasia), Markus Teske - cori
- Miro - tastiere